# Петру Крду
Петру Крду (25. септембар 1952 — 30. април 2011) био је српски песник, есејиста и мислилац румунског порекла. Писао је на српском и румунском језику, а бавио се и новинарством, превођењем и сликарством. Рођен је у јужнобанатском селу Барице, а факултетско образовање стекао у Букурешту. Као новинар Радио-телевизије Војводине био је аутор многих интервјуа са најпознатијим књижевницима света. Књижевник са новим погледом на издаваштво, поезију и унапређивање домаће културне сцене.

## Рад
Петру Крду је заједно са Васком Попом устоличио Књижевну општину Вршац (КОВ) као издавачку кућу и културну институцију видљиву изван граница Србије. У сећање на то је у Вршцу настала манифестација „Дани Петруа Крдуа”. КОВ је дуго година имао седиште у кући Јована Стерије Поповића.
Најпознатије песничке књиге Петруа Крдуа су Љубичасто мастило, Школа изгнанства, затим књига есеја Друга историја бића. Писао је на српском и румунском језику.
На његову иницијативу КОВ је објавио сабрана дела Јована Стерије Поповића на српском језику, а Стеријиних Родољубаца на француском и енглеском. Основао је часопис Ковине, који објављује различите некомерцијалне и често алтернативне песнике и књижевнике, са којим сарађују и најеминентнији српски писци.
Прву књигу песама објавио је  1970. са насловом ”Намена удвоје”.

## Награде
- Награда „Павле Марковић Адамов”, за издаваштво у КОВ-у, 1993.
- Награда за поезију Фондације Лучафарул[1](Luceafarul) из Букурешта за књигу Саучесништво.
- Награда „Милош Н. Ђурић”[1], за превод са румунског језика књиге Никите Станескуа, Муња и хладноћа, 2007.
- Европска награда за поезију Књижевне општине Вршац (додељена постхумно 2012. године).

## Дела

### Песме
- Намена удвоје, 1970.
- Заменице, Књижевна општина, Вршац; Либертатеа, Панчево 1971.
- Доносилац ока, 1974.
- Јагода у клопци, Братство-јединство, Нови Сад, 1988.
- У цркви Троја, Рад, Београд, 1992.
- Меланхолична тутњава, 1995.
- Љубичасто мастило, Рад, Београд, 1997.
- Саучесништво: изабране и нове песме, Рад, Београд, 2003.
- Мој грађански шешир и нове песме: 67 неумољивих могућности сна, Прометеј, Нови Сад, 2009.

### Преводи
Преводио је са српског на румунски језик и обратно, затим са француског и словеначког језика. Објавио је преводе дела: М. Елијадеа, Е. Сиорана, Н. Станескуа, М. Павловића, Л. Благе, Ј. Каројана, Е. Јонескоа.

### Антологије
Приредио је неколико антологија румунске, српске и словеначке поезије.